# Verneusses
Verneusses är en kommun i departementet Eure i regionen Normandie i norra Frankrike. Kommunen ligger i kantonen Broglie som tillhör arrondissementet Bernay. År 2022 hade Verneusses 180 invånare.

## Befolkningsutveckling
Antalet invånare i kommunen Verneusses
Referens:INSEE